# Clermont, Abitibi-Témiscamingue
Clermont är en kommun av typen kanton (municipalité de canton) i provinsen Québec i Kanada. Den ligger i regionen Abitibi-Témiscamingue, i den sydöstra delen av landet, 500 km nordväst om huvudstaden Ottawa. Antalet invånare var 484 vid folkräkningen 2021. Landarean är 157 kvadratkilometer.